# Llista d'asos de l'aviació de la Primera Guerra Mundial amb 11-14 victòries

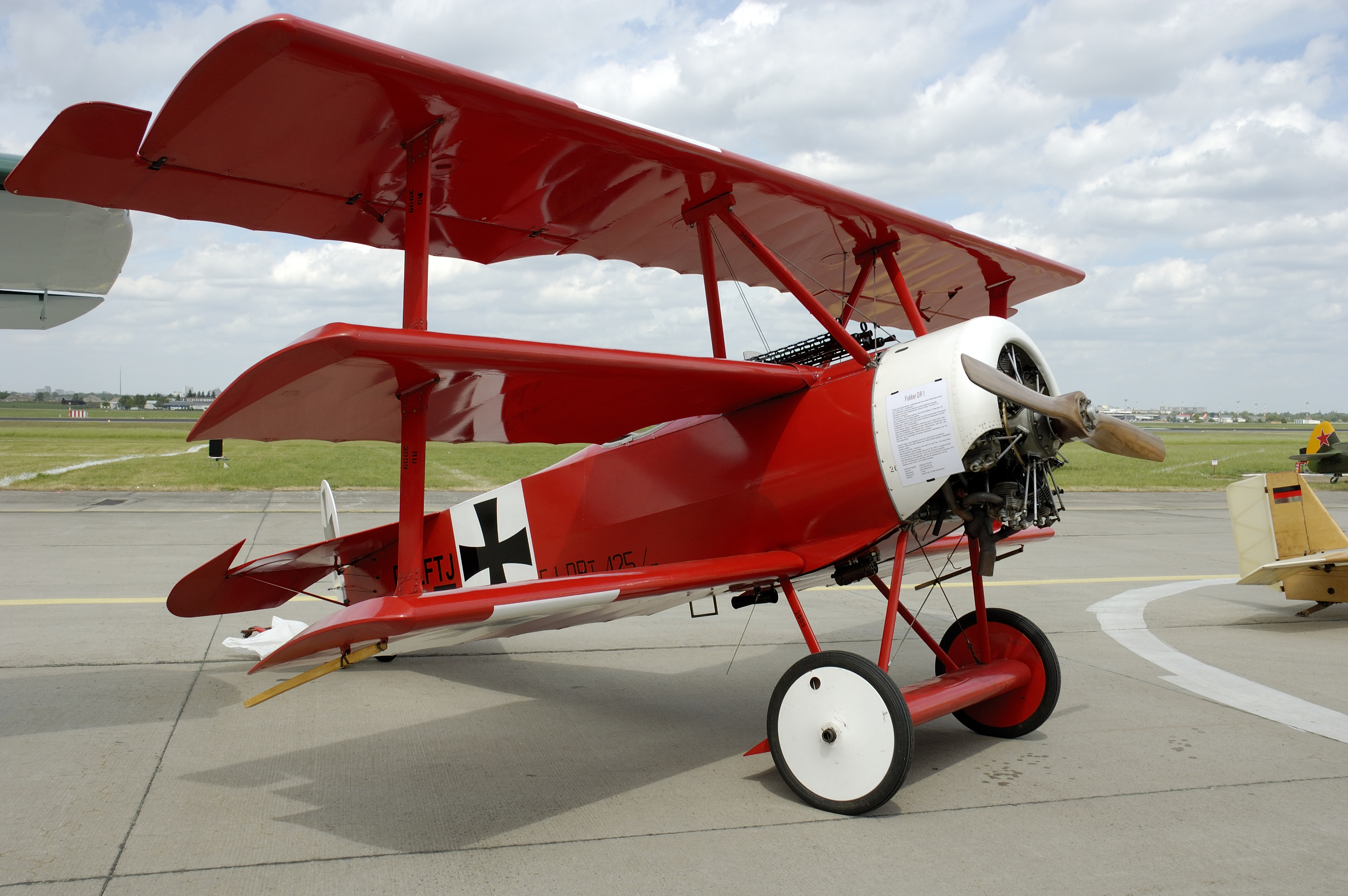
Rèplica del triplà Fokker Dr.I vermell de Manfred von Richthofen.

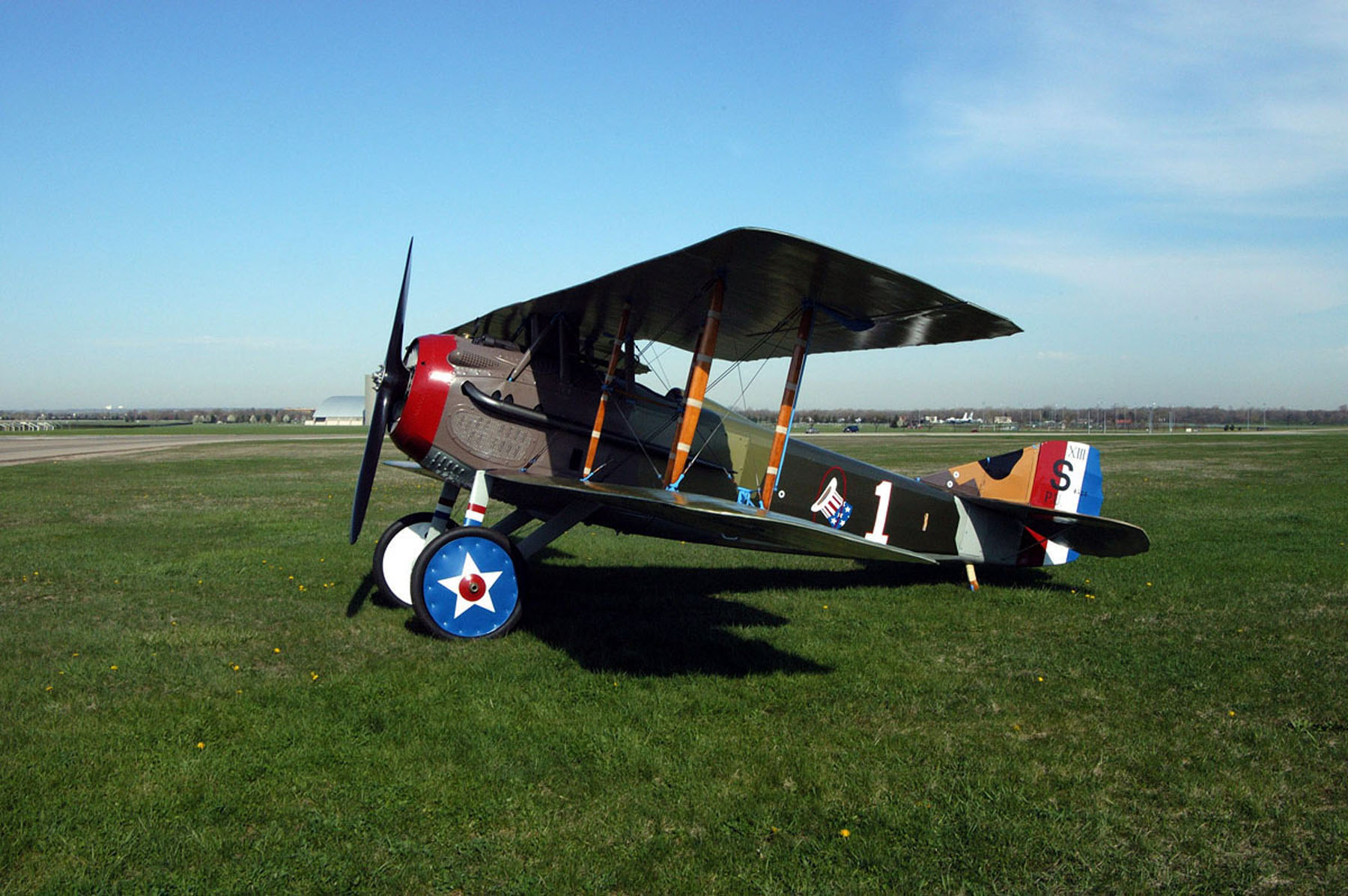
SPAD XIII USAF.

El terme as fou utilitzat per primer cop per la premsa francesa durant la Primera Guerra Mundial, descrivint Adolphe Pégoud com l'as, després d'haver abatut 5 aparells alemanys. Al principi de la Primera Guerra Mundial encara no existien els combats aeris i els aparells eren únicament de reconeixement. Tan bon punt els aparells van començar a ser capaços d'abatre o de forçar a aterrar altres aparells, sistemes d'acreditació de victòries van aparèixer.
En els primers passos de l'aviació militar, diferents serveis aeris van desenvolupar diferents mètodes d'acreditació de victòries aèries. Cap d'aquests sistemes era 100% fiable i eren constantment subjectes a variacions. De fet, el nombre de victòries per a ser considerat com un as oficialment variava depenent del servei militar.
Els alemanys no utilitzaven el terme as sinó que es referien als pilots alemanys amb 10 victòries com a Überkanone, assignant cada victòria a un pilot en concret, i només després d'haver verificat visualment la destrucció total o parcial de l'aparell enemic. El sistema de l'Armee de l'Air francesa només comptava els aparells totalment destruïts, però acreditaven a tot aquell pilot o observador que hagués participat en la victòria, que en alguns casos podien ser diversos individuals. La majoria de les altres nacions (inclosos els Estats Units) van adoptar el sistema francès. Els aparells britànics lluitaven normalment sobre territori alemany i, per tant, no podien fer servir el mateix mètode que els alemanys, de verificar visualment totes les victòries. Al principi les batalles resultaven sovint en l'oponent forçat a aterrar o expulsat del territori essent obligat a marxar cap al seu territori. Per això, els britànics acreditaven combats categoritzats de decisius pels mateixos comandants d'esquadró; podent incloure aparells alemanys expulsats del territori o aparells que havien estat vistos per última vegada for a de control sense verificar si realment havien acabat estavellant-se. Les acreditacions dels russos reflectien a vegades victòries on l'enemic no havia estat totalment destruït. El terme as mai va ser utilitzat oficialment pels britànics.
Tot i que l'estatus d'as era sovint associat als pilots de caça, tant els bombarders com els aparells de reconeixement, i observadors en aparells biplaça com per exemple el Bristol F.2b (Bristol Fighter) també obtenien victòries sobre l'enemic. En ambdós bàndols, si un aparell biplaça aconseguia una victòria, aquesta era acreditada a ambdós membres de l'equip, tant el pilot com l'observador/metralladora. Com que alguns pilots formaven equips amb diversos observadors/metralladora en aparells biplaça, es podia donar el cas que els observadors fossin asos mentre que els pilots no.

## Llegenda

### Condecoracions
Condecoració* indica que una Barra] s'ha afegit a la cinta de la condecoració en qüestió, resultat de l'obtenció de la medalla per segon cop.

Condecoració** i Condecoració*** similarment a l'anterior per al tercer i quart cop respectivament, de l'obtenció de la condecoració.

#### Aliats
| Condecoració | País         | Galó                                     | Títol                             | Anotacions |
| ------------ | ------------ | ---------------------------------------- | --------------------------------- | --- |
| AFC          | Regne Unit   | Creu de la Força Aèria                   | Creu de la Força Aèria            | Expedida per actes de galanteria en vol durant operacions no actives per premiar oficials inclosos els de la Royal Air Force                                                |
| CBE          | Regne Unit   | Orde de l'Imperi Britànic                | Orde de l'Imperi Britànic         | Orde de cavalleria creat per Jordi V del Regne Unit |
| CdeG         | França       | Creu de Guerra francesa                  | Creu de Guerra                    | Condecoració militar francesa, coneguda per ésser atorgada normalment a forces aliades a França                                                                             |
| BCdeG        | Bèlgica      | Creu de Guerra belga                     | Creu de Guerra                    | Condecoració militar belga, coneguda per ésser atorgada normalment a forces aliades a Bèlgica                                                                               |
| CdeLd'H      | França       | Legió d'Honor                            | Legió d'Honor                     | Condecoració militar francesa atorgada per conducta militar/civil excel·lent, sota investigació oficial                                                                     |
| CG           | Itàlia       | Creu de Guerra al Valor Militar italiana | Creu de Guerra al Valor Militar   | Condecoració militar italiana |
| DCM          | Regne Unit   | Medalla de la Conducta Distingida        | Medalla de la Conducta Distingida | Condecoració militar britànica |
| DFC          | Regne Unit   | Creu dels Vols Distingits (Regne Unit)   | Creu dels Vols Distingits         | Atorgada a oficials de la Royal Air Force al valor i galanteria durant operacions actives contra l'enemic a l'aire                                                          |
| DFC(US)      | Estats Units | Creu dels Vols Distingits (Estats Units) | Creu dels Vols Distingits         | Atorgada a oficials o qualsevol altre militar allistat amb les forces armades estatunidenques que es distingeix per l'heroisme o la consecució d'algun acte heroic a l'aire |
| DFM          | Regne Unit   | Medalla dels Vols Distingits             | Medalla dels Vols Distingits      | Condecoració per a militars de menys rang al reconeixement d'algun acte heroic                                                                                              |
| DSC          | Regne Unit   | Creu del servei distingit                | Creu del Servei Distingit         | |
| DSC(US)      | Estats Units | Creu del Servei Distingit                | Creu del Servei Distingit         | |
| DSO          | Regne Unit   | Orde del Servei Distingit                | Orde del Servei Distingit         | Atorgada per la consecució d'algun acte meritòri en temps de guerra, normalment en situacions de combat                                                                     |
| DSM          | Regne Unit   | Medalla del Servei Distingit             | Medalla del Servei Distingit      | Equivalent a la Creu del Servei Distingit |
| MC           | Regne Unit   | Creu militar                             | Creu Militar                      | |
| MOH          | Estats Units | Medalla d'Honor                          | Medalla d'Honor                   | La condecoració de més nivell atorgada pel govern dels Estats Units |
| MiD          |              | Fulla de roure                           | Menció als Despatxos              | |
| MM           | Regne Unit   | Medalla militar                          | Medalla Militar                   | Equivalent a la Creu Militar |
| MM(fr)       | França       | Medalla militar                          | Medalla Militar                   | Condecoració de la República Francesa |
| MMV          | Itàlia       | Creu de Guerra al Valor Militar italiana | Medalla al Valor Militar          | Condecoració italiana |
| OB           | Regne Unit   | Orde del Bany                            | Orde del Bany                     | La quarta orde més antiga de la cavalleria britànica |
| OC           | Bèlgica      | Orde de la Corona                        | Orde de la Corona                 | Condecoració belga |
| OLII         | Bèlgica      | Orde de Leopold II                       | Orde de Leopold II                | Condecoració atorgada per mèrits a Bèlgica |
| OR           | Grècia       | Orde del Redemptor                       | Orde del Redemptor                | Atorgada a tots aquells que han defensats els interessos de Grècia en temps de guerra                                                                                       |
| OSA          | Rússia       | Orde de Santa Anna                       | Orde de Santa Anna                | Condecoració de cavalleria primer de Holstein i més tard de Rússia |
| OSG          | Rússia       | Orde de Sant Jordi                       | Orde de Sant Jordi                | Atorgada a oficials militars i generals únicament per la demostració de valor i habilitat front l'enemic                                                                    |
| OSR          | Romania      | Orde de l'Estrella de Romania            | Orde de l'Estrella de Romania     | Condecoració de més nivell romanesa |
| OSS          | Rússia       | Orde de Sant Estanislau                  | Orde de Sant Estanislau           | Condecoració russa a una carrera civil o servei militar distingits |
| OSV          | Rússia       | Orde de Sant Vladimir                    | Orde de Sant Vladimir             | Orde imperial russa |
|              | Sèrbia       | Orde de l'Àliga Blanca                   | Orde de l'Àliga Blanca            | |
| OWE          | Polònia      | Orde de l'Àliga Blanca                   | Orde de l'Àliga Blanca            | Atorgada en reconeixement del servei, tant civil com militar, a favor dels interessos de Polònia                                                                            |
| Cr St Geo    | Rússia       | Orde de Sant Jordi                       | Creu de Sant Jordi                | Condecoració a oficial de poc rang, soldats o mariners en reconeixement del valor mostrat davant l'enemic                                                                   |
| VC           | Regne Unit   | Creu Victòria                            | Creu Victòria                     | Condecoració britànica més important, atorgada al valor en front l'enemic                                                                                                   |

#### Forces Centrals
| Condecoració | País                  | Galó                            | Títol                           | Anotacions                                                                              |
| ------------ | --------------------- | ------------------------------- | ------------------------------- | --------------------------------------------------------------------------------------- |
| HOH          | Alemanya Imperial     | Orde de la Casa de Hohenzollern | Orde de la Casa de Hohenzollern | Orde de cavalleria de Hohenzollern                                                      |
| IC           | Alemanya Imperial     | Creu de Ferro                   | Creu de Ferro                   | Condecoració de Prússia, més tard d'Alemanya                                            |
| MMC(AH)      | Imperi austrohongarès | Creu del Mèrit Militar          | Creu del Mèrit Militar          | Condecoració militar de l'Imperi Austrohongarès                                         |
| MMC(P)       | Regne de Prússia      | Creu de Ferro                   | Creu al Mèrit Militar           | Condecoració més important al valor de Prússia per a oficials de poc rang i soldats     |
| MMM          | Imperi austrohongarès | Creu del Mèrit Militar          | Medalla al Mèrit Militar        | Condecoració militar de l'Imperi Austrohongarès                                         |
| MFB          | Imperi austrohongarès | Creu del Mèrit Militar          | Medalla per Valentia            | Condecoració militar de l'Imperi Austrohongarès                                         |
| MOMJ         | Baviera               | Orde Militar de Max Joseph      | Orde Militar de Max Joseph      | Condecoració militar més important de l'Imperi de Baviera                               |
| MOSH         | Regne de Saxònia      | Orde Militar de Sant Enric      | Orde Militar de Sant Enric      | Condecoració militar més important de l'Imperi de Saxònia                               |
| OIC          | Imperi austrohongarès | Orde de la Corona de Ferro      | Orde de la Corona de Ferro      | Orde austríaca imperial                                                                 |
| OL           | Imperi austrohongarès | Orde de Leopold                 | Orde de Leopold                 | Condecoració austríaca com a reconeixement al valor mostrat davant l'enemic             |
| OMB          | Baviera               | Orde del Mèrit Militar          | Orde del Mèrit Militar          | Condecoració bavaresa al valor mostrat davant l'enemic                                  |
| PLM          | Regne de Prússia      | Pour le Mérite                  | Pour le Mérite                  | Condecoració militar més important de Prússia fins a la fi de la Primera Guerra Mundial |
| WB           | Alemanya Imperial     |                                 | Insígnia de Ferit               | Atorgada als soldats ferits/amb congelacions de l'exèrcit imperial alemany              |

## Asos
| As                          | País          | Servei Militar                                                     | Victòries | Anotacions |
| --------------------------- | ------------- | ------------------------------------------------------------------ | --------- | --- |
| Marius Ambrogi              | França        | Aéronautique Militaire                                             | 14        | Legió d'Honor, Medalla Militar, Creu de Guerra 1914-1918 |
| Colin Brown                 | Regne Unit    | Royal Naval Air Service, Royal Air Force                           | 14        | Creu dels Vols Distingits amb Barra, Creu de Guerra 1914-1918 |
| Carleton Main Clement       | Canadà        | Royal Flying Corps                                                 | 14        | Creu Militar, Creu de Guerra 1914-1918 |
| Arthur Coningham            | Austràlia     | Royal Flying Corps, Royal Air Force                                | 14        | Orde del Bany, Orde de l'Imperi Britànic, Orde del Servei Distingit, Creu Militar, Creu dels Vols Distingits, Creu de la Força Aèria. Mariscal de l'Aire durant la II Guerra Mundial. |
| Sidney Cottle               | Regne Unit    | Royal Flying Corps, Royal Air Force                                | 14        | Creu dels Vols Distingits, Creu de Guerra al Valor Militar (Itàlia) |
| Euan Dickson                | Regne Unit    | Royal Naval Air Service, Royal Air Force                           | 14        | Creu del Servei Distingit amb Barra, Creu dels Vols Distingits, Creu de Guerra 1914-1918                                                                                              |
| Charles Findlay             | Regne Unit    | Royal Flying Corps, Royal Air Force                                | 14        | Creu dels Vols Distingits |
| Maxwell Findlay             | Regne Unit    | Royal Naval Air Service, Royal Air Force                           | 14        | Creu del Servei Distingit, Creu dels Vols Distingits |
| James Fitz-Morris           | Regne Unit    | Royal Flying Corps, Royal Air Force                                | 14        | Creu Militar amb Barra. |
| Frank George Gibbons        | Regne Unit    | Royal Flying Corps, Royal Air Force                                | 14        | Creu dels Vols Distingits |
| Albert Earl Godfrey         | Canadà        | Royal Flying Corps, Royal Air Force                                | 14        | Creu Militar |
| Frank Gorringe              | Regne Unit    | Royal Flying Corps, Royal Air Force                                | 14        | Creu Militar, Creu dels Vols Distingits |
| Reinhold Jörke              | Alemanya      | Luftstreitkräfte                                                   | 14        | Creu de Ferro |
| Arthur Keen                 | Regne Unit    | Royal Flying Corps                                                 | 14        | Creu Militar, Royal Air Force |
| Frederick Libby             | E. Units      | Royal Flying Corps, US Army Air Service                            | 14        | Primer As americà. Creu Militar |
| Ronald T. Mark              | Regne Unit    | Royal Flying Corps, Royal Air Force                                | 14        | Creu Militar amb Barra. |
| Maurice Mealing             | Regne Unit    | Royal Flying Corps, Royal Air Force                                | 14        | Creu Militar |
| Walter Naylor               | Regne Unit    | Royal Naval Air Service, Royal Air Force                           | 14        | Medalla del Servei Distingit |
| James Dennis Payne          | Regne Unit    | Royal Flying Corps, Royal Air Force                                | 14        | Creu Militar |
| Franz Piechulek             | Alemanya      | Luftstreitkräfte                                                   | 14        | Creu de Ferro |
| Georg Schlenker             | Alemanya      | Luftstreitkräfte                                                   | 14        | Orde de la Casa de Hohenzollern, Creu de Ferro |
| William Sidebottom          | Regne Unit    | Royal Naval Air Service, Royal Air Force                           | 14        | Creu dels Vols Distingits |
| John Victor Sorsoleil       | Canadà        | Royal Flying Corps, Royal Air Force                                | 14        | Creu Militar |
| George Thomson              | Canadà        | Royal Flying Corps, Royal Air Force                                | 14        | Creu dels Vols Distingits |
| Kenneth R. Unger            | E. Units      | Royal Flying Corps, Royal Air Force                                | 14        | Creu dels Vols Distingits |
| Arthur Viggers              | Regne Unit    | Royal Flying Corps                                                 | 14        | Creu Militar, Creu dels Vols Distingits |
| Hazel Wallace               | Canadà        | Royal Naval Air Service, Royal Air Force                           | 14        | Creu dels Vols Distingits |
| Herbert Watson              | N.Zelanda     | Australian Flying Corps                                            | 14        | Màxim As neozelandès del AFC. Creu dels Vols Distingits |
| Noel Webb                   | Regne Unit    | Royal Flying Corps                                                 | 14        | Creu Militar amb Barra. |
| Rudolf Wendelmuth           | Alemanya      | Luftstreitkräfte                                                   | 14        | Creu de Ferro |
| Thomas F. Williams          | Canadà        | Royal Flying Corps, Royal Air Force, Royal Canadian Air Force      | 14        | Creu Militar, Creu de Guerra al Valor Militar (Itàlia) |
| Frederick C. Armstrong      | Canadà        | Royal Naval Air Service                                            | 13        | Creu del Servei Distingit, Creu de Guerra 1914-1918 |
| Charles C. Banks            | Regne Unit    | Royal Flying Corps, Royal Air Force                                | 13        | Creu Militar, Creu dels Vols Distingits |
| Reginald Brading            | Regne Unit    | Royal Naval Air Service, Royal Air Force                           | 13        | Creu dels Vols Distingits |
| Hans-Joachim Buddecke       | Alemanya      | Luftstreitkräfte                                                   | 13        | Pour le Mérite, Creu de Ferro |
| Siegfried Büttner           | Alemanya      | Luftstreitkräfte                                                   | 13        | |
| Jean Casale                 | França        | Aéronautique Militaire                                             | 13        | Legió d'Honor, Medalla Militar, Creu de Guerra 1914-1918 |
| Friedrich Christiansen      | Alemanya      | Luftstreitkräfte                                                   | 13        | Pour le Mérite (atorgada per 21 victòries), Orde de la Casa de Hohenzollern, Creu de Ferro.                                                                                           |
| Geoffrey Hornblower Cock    | Regne Unit    | Royal Flying Corps                                                 | 13        | Creu Militar |
| Dieter Collin               | Alemanya      | Luftstreitkräfte                                                   | 13        | Creu de Ferro |
| Douglas Graham Cooke        | Regne Unit    | Royal Flying Corps, Royal Air Force                                | 13        | Creu Militar |
| Ralph Curtis                | Regne Unit    | Royal Flying Corps                                                 | 13        | |
| Wilfred A. Curtis           | Canadà        | Royal Flying Corps, Royal Air Force, Royal Canadian Air Force      | 13        | Creu del Servei Distingit amb Barra. Servi com a Cap de l'Estat Major de l'Aire del Canadà com a Mariscal de l'Aire.                                                                  |
| Omer Demeuldre              | França        | Aéronautique Militaire                                             | 13        | Legió d'Honor, Medalla Militar, Creu de Guerra 1914-1918 |
| Hector Garaud               | França        | Aéronautique Militaire                                             | 13        | Legió d'Honor, Medalla Militar, Creu de Guerra 1914-1918 |
| Heinrich Geigl              | Alemanya      | Luftstreitkräfte                                                   | 13        | Orde de la Casa de Hohenzollern, Creu de Ferro |
| Gavin L. Graham             | Sud-àfrica    | Royal Flying Corps, Royal Air Force                                | 13        | Creu dels Vols Distingits, Legió d'Honor, Creu de Guerra 1914-1918 |
| Harold A. Hamersley         | Austràlia     | Australian Flying Corps                                            | 13        | Creu Militar |
| Robert Heibert              | Alemanya      | Luftstreitkräfte                                                   | 13        | Creu del Mèrit Militar, Creu de Ferro |
| Oscar Heron                 | Regne Unit    | Royal Flying Corps                                                 | 13        | Creu dels Vols Distingits, Creu de Guerra |
| Spencer B. Horn             | Regne Unit    | Royal Flying Corps                                                 | 13        | Creu Militar |
| George R. Howsam            | Canadà        | Royal Flying Corps, Royal Air Force                                | 13        | Creu Militar. Es retirà al 1945 com a Vice Mariscal de l'Aire del RCAF. |
| Ernest Charles Hoy          | Canadà        | Royal Flying Corps, Royal Air Force                                | 13        | Creu dels Vols Distingits |
| Harold B. Hudson            | Canadà        | Royal Flying Corps, Royal Air Force                                | 13        | Creu Militar |
| John E. L. Hunter           | Regne Unit    | Royal Flying Corps                                                 | 13        | Creu del Servei Distingit, Creu dels Vols Distingits |
| Johannes Janzen             | Alemanya      | Luftstreitkräfte                                                   | 13        | Creu de Ferro |
| Solomon Clifford Joseph     | Regne Unit    | Royal Naval Air Service, Royal Air Force                           | 13        | Creu dels Vols Distingits amb Barra. |
| Ronald M. Keirstead         | Canadà        | Royal Naval Air Service, Royal Air Force                           | 13        | Creu del Servei Distingit |
| John Letts                  | Regne Unit    | Royal Flying Corps                                                 | 13        | Creu Militar |
| Sydney T. Liversedge        | Regne Unit    | Royal Flying Corps, Royal Air Force                                | 13        | |
| William E. G. Mann          | Regne Unit    | Royal Naval Air Service, Royal Air Force                           | 13        | Creu dels Vols Distingits |
| John G. Manuel              | Canadà        | Royal Naval Air Service, Royal Air Force                           | 13        | Creu del Servei Distingit, Creu dels Vols Distingits |
| Wilfrid Reid May            | Canadà        | Royal Flying Corps, Royal Air Force                                | 13        | Creu dels Vols Distingits |
| Christian Mesch             | Alemanya      | Luftstreitkräfte                                                   | 13        | |
| Marcel Nogues               | França        | Aéronautique Militaire                                             | 13        | Legió d'Honor, Medalla Militar, Creu de Guerra 1914-1918 |
| Thomas L. Purdom            | Regne Unit    | Royal Flying Corps, Royal Air Force                                | 13        | Creu Militar |
| David Putnam                | E. Units      | Aéronautique Militaire, US Army Air Service                        | 13        | Creu del Servei Distingit, Legió d'Honor, Medalla Militar, Creu de Guerra 1914-1918                                                                                                   |
| Francis James Ralph         | Regne Unit    | Royal Flying Corps, Royal Air Force                                | 13        | Creu dels Vols Distingits |
| Harry Gosford Reeves        | Regne Unit    | Royal Flying Corps                                                 | 13        | |
| George R. Riley             | Regne Unit    | Royal Flying Corps, Royal Air Force                                | 13        | Creu Militar, Creu dels Vols Distingits |
| Otto Rosenfeld              | Alemanya      | Luftstreitkräfte                                                   | 13        | |
| Kurt Schoenfelder           | Alemanya      | Luftstreitkräfte                                                   | 13        | |
| Frederick Sowrey            | Regne Unit    | Royal Flying Corps, Royal Air Force                                | 13        | Orde del Servei Distingit, Creu Militar, Creu de la Força Aèria |
| Stanley Stanger             | Canadà        | Royal Flying Corps, Royal Air Force                                | 13        | Creu Militar, Creu dels Vols Distingits |
| Eric John Stephens          | Austràlia     | Royal Flying Corps, Royal Air Force                                | 13        | Creu dels Vols Distingits |
| Francis S. Symondson        | Regne Unit    | Royal Flying Corps                                                 | 13        | Creu Militar, Creu de Guerra al Valor Militar (Itàlia) |
| John H. Umney               | Regne Unit    | Royal Flying Corps, Royal Air Force                                | 13        | Creu Militar |
| Desmond Uniacke             | Regne Unit    | Royal Flying Corps, Royal Air Force                                | 13        | |
| George Augustus Vaughn, Jr. | E. Units      | Royal Flying Corps, Royal Air Force, US Army Air Service           | 13        | Creu dels Vols Distingits (GB), Creu del Servei Distingit (EUA) |
| Oliver H. D. Vickers        | Regne Unit    | Royal Flying Corps, Royal Air Force                                | 13        | |
| Erich Rüdiger von Wedel     | Alemanya      | Luftstreitkräfte                                                   | 13        | Orde de la Casa de Hohenzollern, Creu de Ferro |
| David John Weston           | Regne Unit    | Royal Flying Corps, Royal Air Force                                | 13        | Creu dels Vols Distingits |
| Walter Bertram Wood         | Regne Unit    | Royal Flying Corps                                                 | 13        | Creu Militar amb Barra |
| John Oliver Andrews         | Regne Unit    | Royal Flying Corps, Royal Air Force                                | 12        | Orde del Servei Distingit, Creu Militar amb Barra |
| Bernard Artigau             | França        | Aéronautique Militaire                                             | 12        | Legió d'Honor, Medalla Militar, Creu de Guerra 1914-1918, Creu de Guerra |
| Brian Edmund Baker          | Regne Unit    | Royal Flying Corps                                                 | 12        | Orde del Servei Distingit, Creu Militar, Creu de la Força Aèria, Creu de Guerra 1914-1918                                                                                             |
| Thomas Baker                | Austràlia     | Australian Flying Corps                                            | 12        | Creu dels Vols Distingits, Medalla Militar |
| Frank Baylies               | E. Units      | Aéronautique Militaire                                             | 12        | Legió d'Honor, Medalla Militar, Creu de Guerra 1914-1918 |
| Louis Bennett Jr.           | E. Units      | Royal Flying Corps, Royal Air Force                                | 12        | |
| Gerald A. Birks             | Canadà        | Royal Flying Corps, Royal Air Force                                | 12        | Creu Militar amb Barra |
| Clement G. Boothroyd        | Regne Unit    | Royal Flying Corps, Royal Air Force                                | 12        | Creu dels Vols Distingits |
| Christopher J. Q. Brand     | Sud-àfrica    | Royal Flying Corps, Royal Air Force                                | 12        | Orde del Servei Distingit, Creu Militar, Creu dels Vols Distingits |
| Edwin C. Bromley            | Canadà        | Royal Flying Corps, Royal Air Force                                | 12        | Creu Militar |
| Raymond Brownell            | Austràlia     | Royal Flying Corps, Royal Air Force, Royal Australian Air Force    | 12        | Creu Militar, Medalla Militar. Arribà a Comodor de l'Aire a la RAAF. |
| Oliver Bryson               | Regne Unit    | Royal Flying Corps, Royal Air Force                                | 12        | Creu Militar, Creu dels Vols Distingits |
| Erich Buder                 | Alemanya      | Luftstreitkräfte                                                   | 12        | Creu del Mèrit Militar, Creu de Ferro |
| Theodor Cammann             | Alemanya      | Luftstreitkräfte                                                   | 12        | |
| Walter M. Carlaw            | Regne Unit    | Royal Flying Corps, Royal Air Force                                | 12        | Creu dels Vols Distingits |
| Percival V. G. Chambers     | Regne Unit    | Royal Flying Corps, Royal Air Force                                | 12        | |
| Edwin A. Clear              | Regne Unit    | Royal Flying Corps, Royal Air Force                                | 12        | Creu Militar |
| Clive F. Collett            | N.Zelanda     | Royal Flying Corps, Royal Air Force                                | 12        | Creu Militar |
| Gustave Daladier            | França        | Aéronautique Militaire                                             | 12        | Legió d'Honor, Medalla Militar, Creu de Guerra 1914-1918 |
| Francis James Davies        | Regne Unit    | Royal Flying Corps, Royal Air Force                                | 12        | Creu dels Vols Distingits |
| Joseph M. X. de Sévin       | França        | Aéronautique Militaire                                             | 12        | Legió d'Honor, Creu de Guerra 1914-1918 |
| Gottfried Ehmann            | Alemanya      | Luftstreitkräfte                                                   | 12        | Creu del Mèrit Militar, Creu de Ferro |
| Otto Esswein                | Alemanya      | Luftstreitkräfte                                                   | 12        | Creu del Mèrit Militar, Creu de Ferro |
| Sebastian Festner           | Alemanya      | Luftstreitkräfte                                                   | 12        | Creu del Mèrit Militar, Creu de Ferro |
| Wilhelm Frickart            | Alemanya      | Luftstreitkräfte                                                   | 12        | Orde de la Casa de Hohenzollern, Creu de Ferro, Medalla per Valentia |
| Frank Gordon                | Regne Unit    | Royal Flying Corps, Royal Air Force                                | 12        | Creu dels Vols Distingits |
| Fernand Guyou               | França        | Aéronautique Militaire                                             | 12        | Legió d'Honor, Medalla Militar, Creu de Guerra 1914-1918 |
| Ernest Hardcastle           | Regne Unit    | Royal Flying Corps, Royal Air Force                                | 12        | Creu dels Vols Distingits |
| William Leeming Harrison    | Canadà        | Royal Flying Corps, Royal Air Force                                | 12        | Creu Militar |
| Bertram Heinrich            | Alemanya      | Luftstreitkräfte                                                   | 12        | |
| Adolf Heyrowsky             | Austrohongria | Luftfahrtruppen                                                    | 12        | Orde de la Corona de Ferro |
| Walter Höhndorf             | Alemanya      | Luftstreitkräfte                                                   | 12        | Pour le Mérite, Orde de la Casa de Hohenzollern, Creu de Ferro |
| William Henry Hubbard       | Canadà        | Royal Flying Corps, Royal Air Force                                | 12        | Creu dels Vols Distingits |
| Gerhard Hubrich             | Alemanya      | Luftstreitkräfte                                                   | 12        | Aconseguí 2 victòries més a la II Guerra Mundial. |
| Marcel A. Hugues            | França        | Aéronautique Militaire                                             | 12        | Legió d'Honor, Creu de Guerra 1914-1918, Creu Militar. Tinent Coronel durant la II Guerra Mundial.                                                                                    |
| Gordon Budd Irving          | Canadà        | Royal Flying Corps, Royal Air Force                                | 12        | Creu dels Vols Distingits |
| Lucien J. Jailler           | França        | Aéronautique Militaire                                             | 12        | Legió d'Honor, Medalla Militar, Creu de Guerra 1914-1918 |
| William Stanley Jenkins     | Canadà        | Royal Flying Corps, Royal Air Force                                | 12        | Creu dels Vols Distingits amb Barra |
| George Hubert Kemp          | Regne Unit    | Royal Flying Corps, Royal Air Force                                | 12        | |
| Hans von Keudell            | Alemanya      | Luftstreitkräfte                                                   | 12        | Orde de la Casa de Hohenzollern |
| Field E. Kindley            | E. Units      | Royal Air Force, US Army Air Service                               | 12        | Creu del Servei Distingit, Creu dels Vols Distingits |
| Max Kuhn                    | Alemanya      | Luftstreitkräfte                                                   | 12        | |
| Reed G. Landis              | E. Units      | Royal Air Force, US Army Air Service, United States Army Air Corps | 12        | Creu del Servei Distingit, Creu dels Vols Distingits. Colonel durant la II Guerra Mundial.                                                                                            |
| Adrien L. J. Leps           | França        | Aéronautique Militaire                                             | 12        | Legió d'Honor, Creu de Guerra 1914-1918, Creu Militar |
| Gwilym Hugh Lewis           | Regne Unit    | Royal Flying Corps                                                 | 12        | Creu dels Vols Distingits |
| Alfred Lindenberger         | Alemanya      | Luftstreitkräfte, Luftwaffe                                        | 12        | Aconseguí 4 victòries a la II Guerra Mundial. |
| Frederic Ives Lord          | E. Units      | Royal Flying Corps, Royal Air Force                                | 12        | Creu dels Vols Distingits amb Barra, Orde de Sant Estanislau. |
| Emile John Lussier          | E. Units      | Royal Flying Corps, Royal Air Force, Royal Canadian Air Force      | 12        | Creu dels Vols Distingits. Serví al RCAF durant la II Guerra Mundial. |
| Charles J. V. Macé          | França        | Aéronautique Militaire                                             | 12        | Medalla Militar, Creu de Guerra 1914-1918 |
| Friedrich Manschott         | Alemanya      | Luftstreitkräfte                                                   | 12        | Creu de Ferro |
| Luigi Olivari               | Itàlia        | Corpo Aeronautico Militare                                         | 12        | |
| Roby Lewis Manuel           | Austràlia     | Australian Flying Corps, Royal Australian Air Force                | 12        | Creu dels Vols Distingits amb Barra. Volà amb la RAAF durant la II Guerra Mundial. |
| Roy Manzer                  | Canadà        | Royal Flying Corps, Royal Air Force                                | 12        | Creu dels Vols Distingits |
| Norman Mawle                | Regne Unit    | Royal Flying Corps, Royal Air Force                                | 12        | Creu dels Vols Distingits |
| Douglas U. McGregor         | Canadà        | Royal Flying Corps, Royal Air Force                                | 12        | Creu Militar |
| Kenneth B. Montgomery       | Regne Unit    | Royal Flying Corps, Royal Air Force                                | 12        | Creu Militar, Creu de Guerra al Valor Militar (Itàlia) |
| Josiah L. Morgan            | Regne Unit    | Royal Flying Corps                                                 | 12        | Creu Militar, Royal Air Force |
| Hans Müller                 | Alemanya      | Luftstreitkräfte, Luftwaffe                                        | 12        | Creu de Ferro. Alias Hans Garrelt. Serví a la II Guerra Mundial. |
| Ian Napier                  | Regne Unit    | Royal Flying Corps, Royal Air Force                                | 12        | Creu Militar, Legió d'Honor, Creu de Guerra 1914-1918 |
| Jean Navarre                | França        | Aéronautique Militaire                                             | 12        | Legió d'Honor, Medalla Militar, Creu de Guerra 1914-1918 |
| Walter Noble                | Regne Unit    | Royal Flying Corps, Royal Air Force                                | 12        | Creu dels Vols Distingits |
| Charles Nuville             | França        | Aéronautique Militaire                                             | 12        | Legió d'Honor, Creu de Guerra 1914-1918, Creu de Guerra |
| James William Pearson       | E. Units      | Royal Flying Corps, Royal Air Force                                | 12        | Creu dels Vols Distingits. Reclamà 33 victòries. |
| Guy William Price           | Regne Unit    | Royal Flying Corps, Royal Air Force                                | 12        | Creu del Servei Distingit amb Barra |
| John S. Ralston             | Regne Unit    | Royal Flying Corps, Royal Air Force                                | 12        | Creu Militar, Creu dels Vols Distingits |
| Henry Coyle Rath            | Canadà        | Royal Flying Corps, Royal Air Force                                | 12        | Creu dels Vols Distingits |
| Cecil Roy Richards          | Austràlia     | Royal Flying Corps, Royal Air Force                                | 12        | Creu Militar |
| Alfred William Saunders     | Regne Unit    | Royal Flying Corps, Royal Air Force                                | 12        | Creu dels Vols Distingits |
| James J. Scaramanga         | Regne Unit    | Royal Flying Corps, Royal Air Force                                | 12        | |
| Franz Schleiff              | Alemanya      | Luftstreitkräfte                                                   | 12        | Orde de la Casa de Hohenzollern, Creu de Ferro |
| Maurice D. G. Scott         | Regne Unit    | Royal Flying Corps                                                 | 12        | Creu Militar |
| Alexander MacDonald Shook   | Canadà        | Royal Naval Air Service, Royal Air Force                           | 12        | Orde del Servei Distingit, Creu del Servei Distingit, Creu de la Força Aèria, Creu de Guerra 1914-1918                                                                                |
| Ross MacPherson Smith       | Austràlia     | Australian Flying Corps                                            | 12        | Creu Militar amb Barra, Creu dels Vols Distingits with two Bars, Creu de la Força Aèria                                                                                               |
| Reginald Soar               | Regne Unit    | Royal Naval Air Service                                            | 12        | Creu del Servei Distingit |
| William Samuel Stephenson   | Canadà        | Royal Flying Corps, Royal Air Force                                | 12        | Creu Militar, Creu dels Vols Distingits. Encapçalà la BSC durant la II Guerra Mundial.                                                                                                |
| Leonard Taplin              | Austràlia     | Australian Flying Corps                                            | 12        | Creu dels Vols Distingits |
| Paul Tarascon               | França        | Aéronautique Militaire                                             | 12        | Legió d'Honor, Medalla Militar, Creu de Guerra 1914-1918 |
| Renatus Theiller            | Alemanya      | Luftstreitkräfte                                                   | 12        | |
| Chester Thompson            | Regne Unit    | Royal Flying Corps, Royal Air Force                                | 12        | |
| Adrian Tonks                | Regne Unit    | Royal Naval Air Service, Royal Air Force                           | 12        | Creu dels Vols Distingits amb Barra |
| Richard M. Trevethan        | Regne Unit    | Royal Flying Corps, Royal Air Force                                | 12        | Creu Militar |
| Bernhard Ultsch             | Alemanya      | Luftstreitkräfte                                                   | 12        | Creu de Ferro, Creu del Mèrit Militar (Baviera) |
| Melville Wells Waddington   | Canadà        | Royal Flying Corps, Royal Air Force                                | 12        | |
| Paul Y. R. Waddington       | França        | Aéronautique Militaire                                             | 12        | Legió d'Honor, Creu de Guerra 1914-1918 |
| Dennis E. Waight            | Regne Unit    | Royal Flying Corps, Royal Air Force                                | 12        | Creu Militar |
| Clive W. Warman             | E. Units      | Royal Flying Corps, Royal Air Force                                | 12        | Únic receptor americà de l'Orde del Servei Distingit britànica. Creu Militar. |
| Richard Wenzl               | Alemanya      | Luftstreitkräfte                                                   | 12        | Orde de la Casa de Hohenzollern, Creu de Ferro |
| James White                 | Canadà        | Royal Naval Air Service, Royal Air Force                           | 12        | Creu dels Vols Distingits |
| Giovanni Ancillotto         | Itàlia        | Corpo Aeronautico Militare                                         | 11        | |
| Heinrich Arntzen            | Alemanya      | Luftstreitkräfte                                                   | 11        | Orde de la Casa de Hohenzollern, Creu de Ferro |
| Fred E. Banbury             | Canadà        | Royal Naval Air Service, Royal Air Force                           | 11        | Creu del Servei Distingit |
| Raven Freiherr von Barnekow | Alemanya      | Luftstreitkräfte                                                   | 11        | Serví com a oficial d'estat major durant la II Guerra Mundial. |
| Harold F. Beamish           | N.Zelanda     | Royal Naval Air Service Royal Air Force                            | 11        | Creu del Servei Distingit |
| Alexander Beck              | Regne Unit    | Royal Flying Corps, Royal Air Force                                | 11        | Creu dels Vols Distingits |
| Armond J. Berthelot         | França        | Aéronautique Militaire                                             | 11        | Legió d'Honor, Medalla Militar, Creu de Guerra 1914-1918 |
| Jean G. Bouyer              | França        | Aéronautique Militaire                                             | 11        | Legió d'Honor, Medalla Militar, Creu de Guerra 1914-1918, Medalla de la Conducta Distingida                                                                                           |
| Jean Bozon-Verduraz         | França        | Aéronautique Militaire                                             | 11        | Legió d'Honor, Medalla Militar, Creu de Guerra 1914-1918 |
| Philip Scott Burge          | Regne Unit    | Royal Flying Corps, Royal Air Force                                | 11        | Creu Militar, Medalla Militar |
| Joachim von Budde           | Alemanya      | Luftstreitkräfte                                                   | 11        | Orde de la Casa de Hohenzollern, Creu de Ferro |
| Arnold Jacques Chadwick     | Canadà        | Royal Naval Air Service                                            | 11        | Creu del Servei Distingit |
| Andre J. Chainat            | França        | Aéronautique Militaire                                             | 11        | Legió d'Honor, Medalla Militar, Creu de Guerra 1914-1918 |
| Roy W. Chappell             | Regne Unit    | Royal Flying Corps, Royal Air Force                                | 11        | Creu Militar |
| Fredrich Classen            | Alemanya      | Luftstreitkräfte                                                   | 11        | |
| Hugh Claye                  | Regne Unit    | Royal Flying Corps, Royal Air Force                                | 11        | Creu Militar |
| James Colvill-Jones         | Regne Unit    | Royal Flying Corps, Royal Air Force                                | 11        | |
| Xavier Dannhuber            | Alemanya      | Luftstreitkräfte                                                   | 11        | Orde de la Casa de Hohenzollern |
| Hiram Franklin Davison      | Canadà        | Royal Flying Corps, Royal Air Force                                | 11        | Creu Militar |
| Harold Day                  | Regne Unit    | Royal Naval Air Service                                            | 11        | Creu del Servei Distingit |
| Andre de Meulemeester       | Bèlgica       | Belgian Military Aviation                                          | 11        | Orde de Leopold II, Creu de Guerra, Creu de Guerra 1914-1918, Creu de Guerra al Valor Militar (Itàlia)                                                                                |
| Kurt-Bertram von Döring     | Alemanya      | Luftstreitkräfte                                                   | 11        | Orde de la Casa de Hohenzollern, Creu de Ferro |
| Heinrich Drekman            | Alemanya      | Luftstreitkräfte                                                   | 11        | |
| William J. A. Duncan        | Canadà        | Royal Flying Corps, Royal Air Force                                | 11        | Creu Militar amb Barra. |
| Trevor Durrant              | Regne Unit    | Royal Flying Corps, Royal Air Force                                | 11        | |
| John C. B. Firth            | Regne Unit    | Royal Flying Corps, Royal Air Force                                | 11        | Creu Militar, Creu de Guerra al Valor Militar (Itàlia) |
| Henry G. Forrest            | Austràlia     | Royal Flying Corps, Australian Flying Corps                        | 11        | Creu dels Vols Distingits, |
| William M. Fry              | Regne Unit    | Royal Flying Corps, Royal Air Force                                | 11        | Creu Militar |
| Willi Gabriel               | Alemanya      | Luftstreitkräfte                                                   | 11        | Creu de Ferro |
| Frederick J. Gibbs          | Regne Unit    | Royal Flying Corps                                                 | 11        | Creu Militar amb Barra |
| Charles D. B. Green         | Canadà        | Royal Flying Corps, Royal Air Force                                | 11        | Creu dels Vols Distingits, Creu de Guerra 1914-1918 |
| Kurt Gruber                 | Austrohongria | Luftfahrtruppen                                                    | 11        | Medalla per Valentia (4 d'Or i 2 de Plata) |
| Thomas M. Harries           | Regne Unit    | Royal Flying Corps, Royal Air Force                                | 11        | Creu dels Vols Distingits |
| John H. Hedley              | Regne Unit    | Royal Flying Corps, Royal Air Force                                | 11        | |
| Andre Herbelin              | França        | Aéronautique Militaire                                             | 11        | Legió d'Honor, Medalla Militar, Creu de Guerra 1914-1918 |
| William Herisson            | França        | Aéronautique Militaire                                             | 11        | Legió d'Honor, Medalla Militar, Creu de Guerra 1914-1918 |
| Leslie N. Hollinghurst      | Regne Unit    | Royal Flying Corps, Royal Air Force                                | 11        | Creu dels Vols Distingits |
| Geoffrey H. Hooper          | Austràlia     | Royal Flying Corps, Royal Air Force, Royal Australian Air Force    | 11        | Creu Militar, Creu dels Vols Distingits |
| Campbell Hoy                | Regne Unit    | Royal Flying Corps, Royal Air Force                                | 11        | Creu Militar |
| Geoffrey F. Hughes          | Austràlia     | Royal Flying Corps, Royal Air Force                                | 11        | Creu Militar, Creu de la Força Aèria |
| Patrick Huskinson           | Regne Unit    | Royal Flying Corps, Royal Air Force                                | 11        | Creu Militar amb Barra. Arribà a Comodor de l'Aire. |
| William Roy Irwin           | Canadà        | Royal Flying Corps, Royal Air Force, Royal Canadian Air Force      | 11        | Membre de l'Imperi Britànic, Creu dels Vols Distingits amb Barra. |
| Mansell Richard James       | Canadà        | Royal Flying Corps, Royal Air Force                                | 11        | Creu dels Vols Distingits |
| George Owen Johnson         | Canadà        | Royal Flying Corps, Royal Air Force, Royal Canadian Air Force      | 11        | Creu Militar, Creu de Guerra 1914-1918. Arribà a Mariscal de l'Aire. |
| Arthur G. Jones-Williams    | Regne Unit    | Royal Flying Corps, Royal Air Force                                | 11        | Creu Militar amb Barra, Creu de Guerra 1914-1918 |
| Stefan Kirmaier             | Alemanya      | Luftstreitkräfte                                                   | 11        | Orde de la Casa de Hohenzollern, Creu de Ferro |
| Herbert Joseph Larkin       | Austràlia     | Royal Flying Corps, Royal Air Force                                | 11        | Creu dels Vols Distingits, Creu de Guerra 1914-1918 |
| Maxime Lenoir               | França        | Aéronautique Militaire                                             | 11        | Legió d'Honor, Medalla Militar, Creu de Guerra 1914-1918 |
| Fritz Loerzer               | Alemanya      | Luftstreitkräfte                                                   | 11        | |
| Walter H. Longton           | Regne Unit    | Royal Flying Corps, Royal Air Force                                | 11        | Creu dels Vols Distingits amb Barra, Creu de la Força Aèria |
| Charles M. Maude            | Regne Unit    | Royal Flying Corps, Royal Air Force                                | 11        | Creu dels Vols Distingits, Creu de Guerra 1914-1918, Creu de Guerra al Valor Militar (Itàlia)                                                                                         |
| Ernest Maunoury             | França        | Aéronautique Militaire                                             | 11        | Legió d'Honor, Creu de Guerra 1914-1918 |
| William Mayes Fry           | Regne Unit    | Royal Flying Corps, Royal Air Force                                | 11        | Creu Militar |
| Malcolm C. McGregor         | N.Zelanda     | Royal Flying Corps, Royal Air Force                                | 11        | Creu dels Vols Distingits amb Barra |
| Finlay McQuistan            | Regne Unit    | Royal Flying Corps, Royal Air Force                                | 11        | Creu dels Vols Distingits |
| James Hart Mitchell         | Regne Unit    | Royal Flying Corps, Royal Air Force                                | 11        | Creu Militar, Creu dels Vols Distingits, Creu de Guerra al Valor Militar (Itàlia) |
| Rene Montrion               | França        | Aéronautique Militaire                                             | 11        | Medalla Militar, Creu de Guerra 1914-1918 |
| Hans Nülle                  | Alemanya      | Luftstreitkräfte                                                   | 11        | |
| Sydney A. Oades             | Regne Unit    | Royal Flying Corps, Royal Air Force                                | 11        | Creu Militar |
| Harold Anthony Oaks         | Canadà        | Royal Flying Corps, Royal Air Force                                | 11        | Creu dels Vols Distingits. Membre del Hall of Fame de l'Aviació Canadenca. |
| Jacques Ortoli              | França        | Aéronautique Militaire                                             | 11        | Legió d'Honor, Medalla Militar, Creu de Guerra 1914-1918, Creu Militar, Creu de Guerra                                                                                                |
| Herbert A. Patey            | Regne Unit    | Royal Naval Air Service, Royal Air Force                           | 11        | Creu dels Vols Distingits |
| Leonard A. Payne            | Sud-àfrica    | Royal Flying Corps, Royal Air Force                                | 11        | Creu Militar |
| Clement W. Payton           | Regne Unit    | Royal Naval Air Service, Royal Air Force                           | 11        | Creu dels Vols Distingits, Creu de Guerra 1914-1918, Creu de Guerra |
| Hermann Pfeiffer            | Alemanya      | Luftstreitkräfte                                                   | 11        | Creu de Ferro |
| Reinhold Poss               | Alemanya      | Luftstreitkräfte                                                   | 11        | |
| George E. Randall           | Regne Unit    | Royal Flying Corps, Royal Air Force                                | 11        | Creu dels Vols Distingits |
| Antonio Reali               | Itàlia        | Corpo Aeronautico Militare                                         | 11        | Medalla al Valor Militar de Plata |
| Hervey Rhodes               | Regne Unit    | Royal Flying Corps, Royal Air Force                                | 11        | Creu dels Vols Distingits amb Barra. |
| Cyril Ridley                | Regne Unit    | Royal Naval Air Service, Royal Air Force                           | 11        | Creu del Servei Distingit |
| Thomas Rose                 | Regne Unit    | Royal Flying Corps, Royal Air Force                                | 11        | Creu dels Vols Distingits |
| Franz Rudorfer              | Austrohongria | Luftfahrtruppen                                                    | 11        | Orde de la Corona de Ferro, Creu del Mèrit Militar. Pilot autodidacta. |
| Ivan C. Sanderson           | Regne Unit    | Royal Air Force                                                    | 11        | |
| Hugo Schäfer                | Alemanya      | Luftstreitkräfte                                                   | 11        | |
| Ivan Smirnov                | Rússia        | IServei Aeri de l'Exèrcit Imperial                                 | 11        | Orde de Sant Jordi, Creu de Sant Jordi, Orde de Sant Estanislau, Orde de Santa Anna, Orde de Sant Vladimir, Creu de Guerra 1914-1918, Orde de l'Àliga Blanca (Sèrbia).                |
| Rudolf Stark                | Alemanya      | Luftstreitkräfte                                                   | 11        | Creu de Ferro, Orde del Mèrit Militar (Baviera) |
| John S. Stubbs              | Regne Unit    | Royal Flying Corps, Royal Air Force                                | 11        | Creu dels Vols Distingits, Creu de la Força Aèria |
| Albert G. Waller            | Regne Unit    | Royal Naval Air Service, Royal Air Force                           | 11        | Creu Militar |
| Arthur W. Wood              | Regne Unit    | Royal Naval Air Service, Royal Air Force                           | 11        | |
| Wilfred E. Young            | Regne Unit    | Royal Flying Corps                                                 | 11        | Creu dels Vols Distingits |